# Larisch (Adelsgeschlecht)

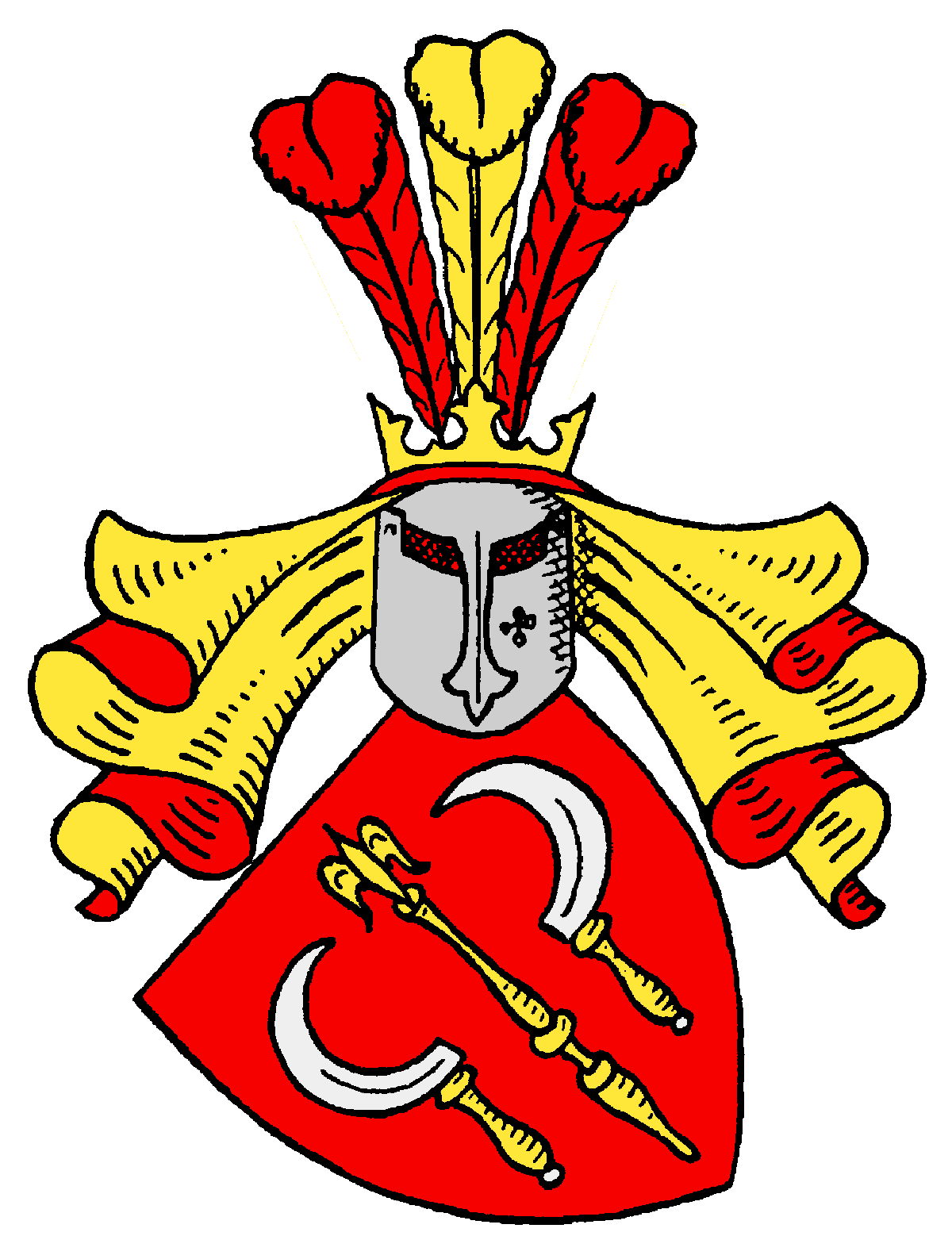
Stammwappen derer von Larisch

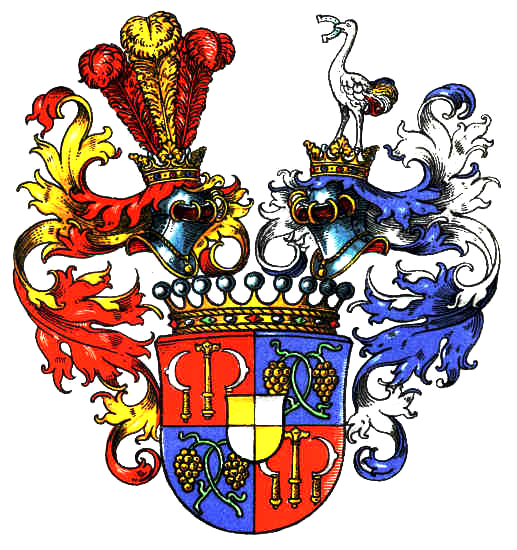
Wappen der Grafen Larisch von Mönnich, 1791

Larisch ist der Name eines alten oberschlesischen Adelsgeschlechts, das aus Gläsen bei Oberglogau stammt. Das Geschlecht besteht bis heute sowohl in adligen, freiherrlichen als auch in gräflichen Zweigen.

## Geschichte
Erstes urkundlich nachgewiesenes Mitglied der Familie ist Gottfried von Glezyn, der als Sohn eines Arnold und Vogt zu Brzesko am 6. Dezember 1279 erwähnt wird. Mit ihm beginnt auch die Stammreihe. Conradus de Glezyn erscheint am 2. Februar 1298 als ,advocatus hereditarius in Glogovia‘, also als Erbvogt von Oberglogau. Seit 1368 erschienen mehrere Generationen hintereinander mit dem Vornamen Hilarius (vulgo Larisch), sodass sich unter Wegfall des ursprünglichen Geschlechtsnamens Gläsen/Glezyn der Familienname Larisch gebildet hat. Das Geschlecht war sowohl im preußischen wie im österreichischen Teil Schlesiens sowie in der Grafschaft Glatz weit verbreitet. Es existiert bis heute.

### Ellguth
Der Stamm Ellguth des Geschlechtes wurde am 4. August 1654 in den böhmischen Freiherrnstand (für Johann Friedrich Larisch auf Karwin, kaiserlicher Landeshauptmann des Herzogtums Teschen) erhoben. Dessen Enkel Franz Freiherr von Larisch, ebenfalls Landeshauptmann von Teschen, wurde am 24. April 1748 für seine Unterstützung Maria Theresias im Zweiten Schlesischen Krieg in den böhmischen Grafenstand erhoben. Am 24. Januar 1791 gewährte Kaiser Leopold II. für Johann Graf von Larisch die Namens- und Wappenvereinigung seines Geschlechtes mit dem der Familie von Mönnich als Graf Larisch von Moennich. Auch Preußen erkannte den österreichischen Titel, wenn auch erst am 25. Juni 1900, durch Kaiser Wilhelm II. unter dem Namen Graf Larisch von Mönnich an.

### Groß-Nimsdorff
Für den Stamm Groß Nimsdorf hatte Preußen bereits am 3. Februar 1830 die Erlaubnis erteilt, den Namen von Larisch und Groß-Nimbsdorff für das Gesamtgeschlecht in Schlesien zu führen. Aus dieser Linie erhielt dann in Österreich Adrian von Larisch und Großnimsdorff auf Bulowice, Galizien die Erlaubnis, den Namen Freiherr von Larisch und Großnimsdorff zu führen, nachdem schon seit dem 22. April 1720 das Haus Groß-Stein des Stammes Groß-Nimsdorff in den Böhmischen Freiherrnstand erhoben worden war.

## Besitz

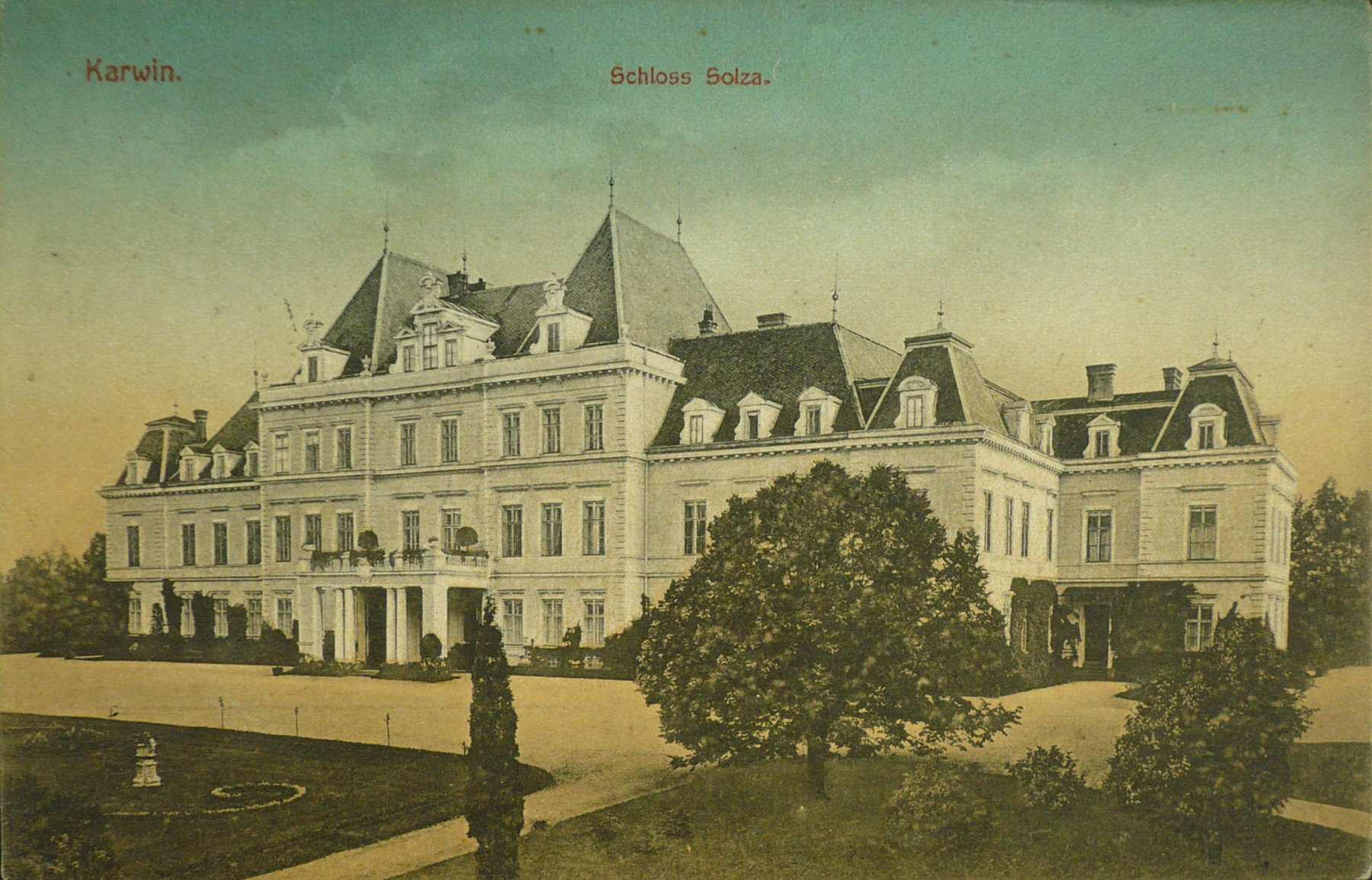
Schloss Solza in Karwin

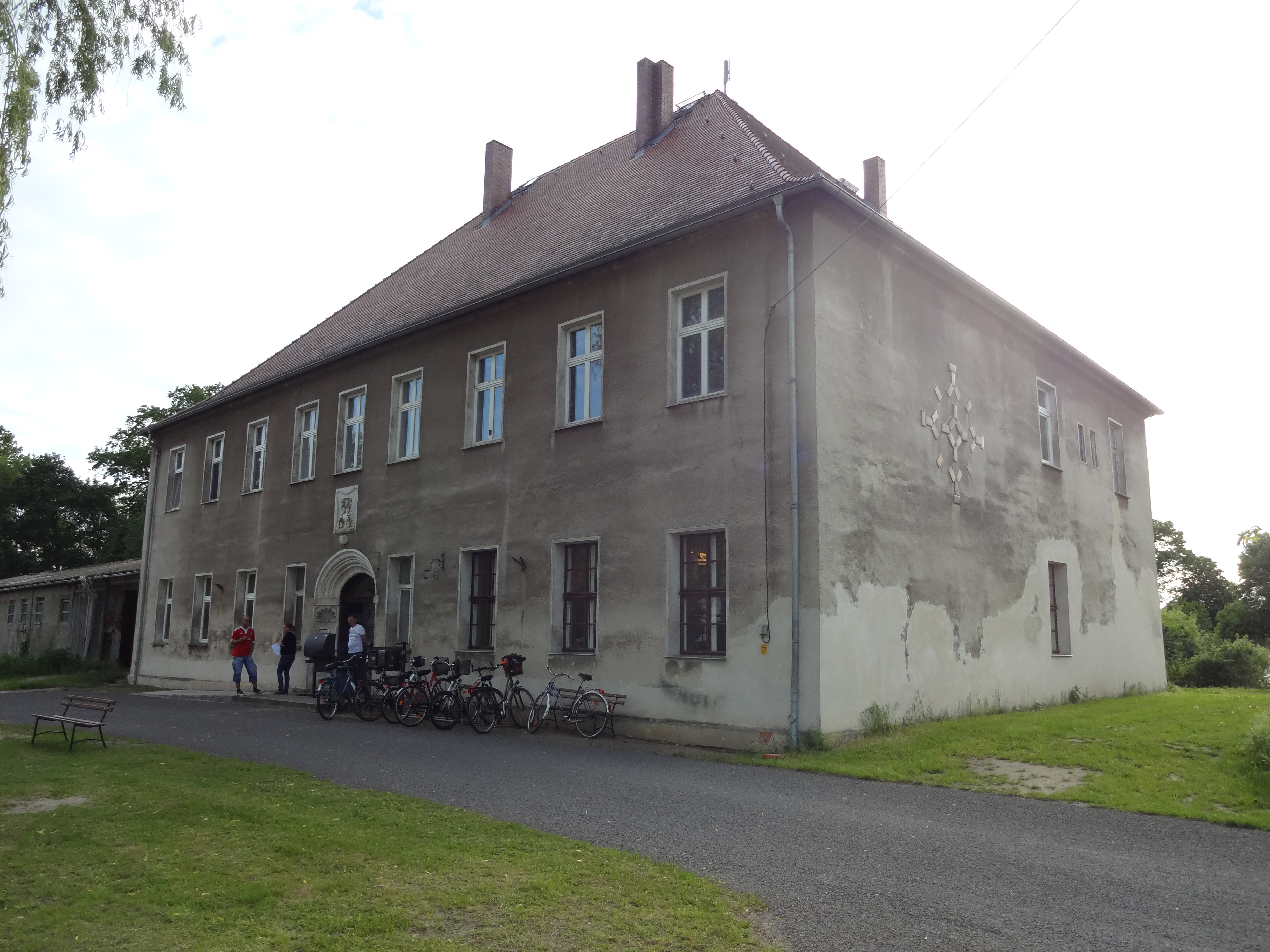
Gutshaus Kümmritz 2019

Das Adelsgeschlecht Larisch war in Böhmen, Mähren, Schlesien und Brandenburg ansässig.
Im 18. Jahrhundert besaß der evangelische Zweig der Familie das Gut Dzielna bei Ciasna, Kreis Lublinitz, von dem die preußischen Generäle Johann Karl Leopold von Larisch (1734–1811) und Wilhelm Christian von Larisch (1743–1823) stammten. Ferner Brodek (Kreis Rybnik), woher der preußische Generalmajor Johann Leopold Konstantin von Larisch (1752–1815) kam, und bis 1795 Niewiadom im Herzogtum Ratibor sowie die Herrschaft Bielau.
Im Herzogtum Teschen gehörte dem – ab 1748 gräflichen – katholischen Zweig seit Mitte des 16. Jahrhunderts das Gut Karwin (Karviná), das Georg von Larisch (1533–1588) durch seine Heirat mit Sophia Rudzka erhalten hatte. Der Besitz wurde später durch Erbschaften und Käufe erweitert. Heinrich Ferdinand (1653–1730) stiftete daraus ein Familienfideikommiss, erweitert um die Güter Albersdorf und Ober-Tierlitzko (Horní Těrlicko). Johann Franz (1738–1792) erweiterte den Besitz um Petřvald, Dolní Lutyně (Deutsch Leuten) und Fryštát (Freistadt); erste Bergbauversuche blieben aber noch unrentabel.
Johann Joseph (1766–1820) erhielt durch seine Ehe mit Anna María von Mönnich die Güter Raduň, Studénka und Rychvald (Reichwaldau), kaufte 1797 das verschuldete Gut Bravantice (Brosdorf) und 1800 das Gut Dolní Životice (Schönstein). Raduň, Studénka und Bravantice fielen über seine Tochter Marie (1801–1889) an deren Ehemann Fürst Gebhard Bernhard Carl von Blücher.
Ab den 1830er Jahren nahmen Wohlstand und Ansehen der Familie durch den Abbau von Steinkohle in Karwin und Petřvald erheblich zu; im 19. Jahrhundert gehörten die Larischs dank des Bergbaubetriebs und anderer Industrieunternehmen zu den reichsten Adelsgeschlechtern der Habsburgermonarchie. Johann Graf Larisch von Moennich (1821–1884) aus Schönstein baute die Bergwerksaktivitäten aus und wurde österreichischer Finanzminister. Sein Sohn, der Großindustrielle Heinrich Graf Larisch von Moennich (1850–1918) war ab 1886 Landeshauptmann des österreichischen Herzogtums Schlesien. 1897 war er Mitbegründer des Zentralvereins der Bergwerksbesitzer Österreichs, dessen Präsident er bis zu seinem Tode 1918 blieb. Neben zahlreichen Kohlenzechen, einer Zinkweißfabrik in Peterwald und einer Sodafabrik gehörte ihm der Stammsitz Karwin (wo er das Schloss Solza bewohnte) und ferner zahlreiche Güter in Österreichisch-Schlesien (außer Karwin auch Steinau, Albersdorf und Tzerlitzko) und die Familienfideikommisse Freistadt, Deutsch-Leuten, Markdorf, Piersna, Oderberg, Ober- und Niederseibersdorf, Schönhof, Roy und Ernsdorf, alle ebenfalls im österreichischen Teil Schlesiens gelegen. Darüber hinaus war er Fideikommissherr auf Bluschczan und Rogau im Kreis Ratibor, ferner Gutsherr auf Klein-Gorschütz, Lazisk und Godow, alle in Preußisch Schlesien gelegen.
Von Mitte des 18. Jahrhunderts bis etwa 1897 war Gut Kümmritz in der Niederlausitz in Familienhand.
Von 1937 bis 1945 gehörten Gut und Schloss Waltsch in der Tschechoslowakei der Familie. 1945 wurde ihr Eigentum in der Tschechoslowakei verstaatlicht, dessen Wert damals auf dreieinhalb Milliarden Kronen geschätzt wurde. Heute leben Angehörige der Familie in Österreich und Südamerika.

## Wappen
- Das Stammwappen zeigt in Rot ein aufgerichtetes goldenes Lilienzepter zwischen zwei mit den Schneiden einander zugekehrten goldbegrifften silbernen Winzermessern (Sicheln). Auf dem Helm mit rot-goldenen Decken drei (rot-gold-rot) Straußenfedern.
- Das Wappen der Grafen Larisch von Mönnich von 1791 ist geviert und belegt mit von Gold und Silber geviertem Herzschild. Die Felder 1 und 4 zeigen das Stammwappen, 2 und 3 in Blau zwei mit ihren goldenen Ranken geschrägte Weintrauben. Rechts der Stammhelm, auf dem linken Helm mit blau-silbernen Decken ein natürlicher Strauß mit einem schwarzen Hufeisen im Schnabel.

## Bekannte Familienmitglieder (chronologisch)

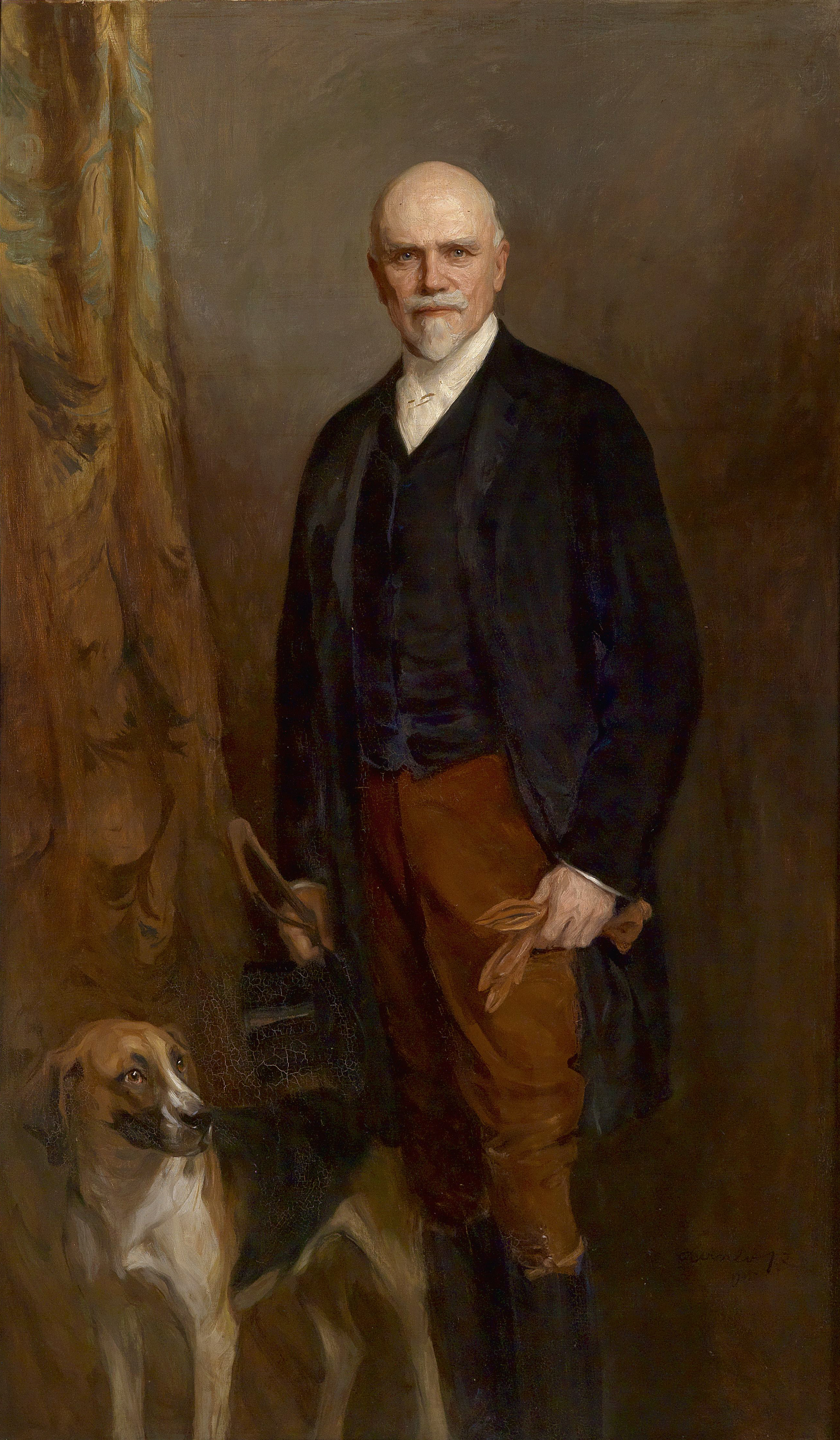
Heinrich Graf Larisch von Moennich (von Philip de László (1905))

- Franz Joseph Anton von Larisch (1689–1748), preußischer Landrat im Kreis Groß Strehlitz (1743–1748)
- Carl Gottlieb von Larisch (1703–1773), preußischer Landrat im Kreis Falkenberg O.S. (1745–1759)
- Maximilian Wilhelm von Larisch-Rokitsch (1708–1799), kurfürstl sächs. Kammerherr, Generalmajor a. D., Stifter der Linie Kümmritz[6]
- Johann Karl Leopold von Larisch (1734–1811), preußischer Generalleutnant
- Wilhelm Christian von Larisch (1743–1823), preußischer Generalleutnant
- Johann Leopold Konstantin von Larisch (1752–1815), preußischer Generalmajor
- Joseph von Larisch (1777–1841), preußischer Generalmajor
- Aloysia von Eichendorff (1792–1855), geborene Freiin von Larisch, Ehefrau des Dichterjuristen Joseph von Eichendorff
- Alfred von Larisch (1819–1897), sachsen-altenburger und anhaltischer Staatsmann
- Johann Graf Larisch von Moennich (1821–1884), österreichischer Finanzminister
  - Heinrich Graf Larisch von Moennich (1850–1918), österreichischer Industrieller, erbliches Mitglied des österreichischen Herrenhauses
- Karl von Larisch (1824–1903), preußischer General der Kavallerie; Bruder des Alfred von Larisch
  - Alfred von Larisch (1856–1952), General der Infanterie
    - Nikolaus von Larisch (1900–1962), Pflanzer, Farmbesitzer, Verwalter der Kaffeeplantage Roca Canzele (Angola)
- Alexander von Larisch (1854–1932), sächsischer General der Artillerie
- Marie Louise Freiin von Wallersee (1858–1940), geschiedene Gräfin Larisch von Moennich, Nichte der Kaiserin Elisabeth von Österreich
- Fanny Starhemberg (geb. Gräfin Larisch von Mönnich; 1875–1943), österreichische Politikerin
- Heribert von Larisch (1894–1972), Generalleutnant
- Lia von Larisch (1914–1991), österreichische Malerin, aus der Gewerkenfamilie Dobringer in Brückl stammend. Ihre Mutter Dora war eine geborene Rothart. Die Großmutter stammte aus der bekannten Familie von Metnitz.

### Sekundärliteratur
- A. von Larisch: Oberst von Larisch. Ein Zeit- und Lebensbild. Wilhelm Baensch, Dresden 1888. Digitalisat
- Eberhard Hölscher, Otto Hurm: Rudolf von Larisch und die Entwicklung neuer Deutscher Schriftkunst, in: Monographien künstlerischer Schrift; 5. Band, Verlag für Schriftkunde Heintze & Blanckertz, Berlin-Leipzig 1935. Reprint DNB Leipzig; Frankfurt am Main 2018. Digitalisat